# Martinus Petri
Martinus Wilhelm Petri, conegut com a M.W. Petri (Amersfoort, 7 d'abril, 1853 - Utrecht, 10 de setembre, 1924), va ser un oboista, violinista i educador musical neerlandès.
Era fill del músic Wilhelm Petri i d'Elisabeth Blanken. Els seus germans, Henri i Willem Petri, també eren músics. Es va casar amb Johanna Maria Louise Stöver. La seva filla, Johanna Maria Louise Petri, va ser soprano durant un temps.
Martinus Petri va rebre la seva formació del seu pare, un oboista de l'Orquestra Municipal d'Utrecht, i posteriorment es va convertir en un dels primers alumnes de Rijk Hol a Utrecht. Hol havia estat nomenat recentment director d'una escola de música a Utrecht. Després de la mort de Wilhelm Petri el 1866, Hol va acollir el jove Petri sota la seva protecció, i Petri va correspondre al seu suport donant classes de música als fills petits de Hol. Altres professors de Martinus van ser Petrus Rudolf Bekker, J.H.C. van Dijk i Cornelis Coenen. Amb el suport de Hol, Petri es va convertir en el professor de cant d'aquella escola de música. El seu èxit sota la direcció de Petri i Hol va conduir finalment a la fundació de l'Escola de Música de la Societat per a la Promoció de la Música (MtBdT). Hi va romandre durant 26 anys, i també va exercir com a oboista a les orquestres de Hol, abans d'establir la seva pròpia escola de música el 1896, de la qual va esdevenir director juntament amb el seu germà Willem Petri. Un jove Willem Mengelberg va rebre classes d'ell.
Martinus va ser principalment actiu en l'àmbit administratiu. Va ser el director executiu de la MtBdT, la Fundació Bertha Johansen, l'Associació de Músics Holandesos i el Fons d'Artistes de la MtBdT. També va ser el director de l'associació estudiantil Nunc cantus resonet a l'escola de música d'Amersfoort, on també va dirigir un grup de cant. També va ser professor privat i president del comitè d'exàmens de la NTV a Utrecht. El 1909, es va establir com a director musical a Amersfoort, però va morir a Utrecht després d'una llarga malaltia.
Va escriure diverses composicions ara oblidades, com ara les operetes De Maanbol (El ball de la lluna), De Sinaasappelen van Lazura (Les taronges de Lazura), Paul en Virginie (Paul i Virginie) i, per descomptat, diverses obres per als conjunts estudiantils que dirigia, com ara una peça de formació per a quartet de corda.